# Don Kirshner
Don Kirshner (* 17. April 1934 in New York City; † 17. Januar 2011 in Boca Raton, Florida) war ein einflussreicher US-amerikanischer Musikverleger, -Produzent und -Promoter der 1950er bis 1970er Jahre.

## Anfänge
Kirshner begann im Jahre 1957 als Komponist und verfasste für den noch unbekannten Bobby Darin die Songs Talk to Me Something und Wear My Ring (aufgenommen im Mai 1957), Pretty Baby, Don’t Call My Name und So Mean (21. August 1957) und Lost Love (16. Juli 1958). In jener Zeit trat er zeitweise auch als Manager von Darin auf. Das zusammen mit Darin verfasste Wear My Ring übernahm Gene Vincent als B-Seite von Lotta Lovin'  (August 1957).
LaVern Baker übernahm im Oktober 1957 von beiden Love Me Right als B-Seite von Humpty Dumpty Heart. Dann traf er auf Al Nevins, der 1954 beim Instrumental-Trio Three Suns ausgestiegen war. Von diesem Trio stammt auch das Original des späteren Platters-Covers Twilight Time, geschrieben von Al Nevins und dessen Bruder; der Song verkaufte sich 1944 über 3 Millionen Mal.

## Aldon Music Publishing
Don Kirshner und Al Nevins entschieden sich im Mai 1958, den Musikverlag Aldon Music Publishing (zusammengesetzt aus den Anfangsbuchstaben der Partner) zu gründen. Die Büroräume wurden im Gebäude 1650 Broadway, New York, gegenüber dem berühmten Brill Building bezogen. Die Partner fanden in Howard Greenfield (Text) und Neil Sedaka (Musik) zwei ambitionierte, wenngleich noch erfolglose Autoren.
Beide verfassten im Juli 1958 für Connie Francis Stupid Cupid, das als höchste Platzierung Nr. 17 erreichte. Es folgte für Francis das schlechter platzierte Fallin'  (Oktober 1958), der folgende Song Frankie schaffte nach seiner Veröffentlichung im Mai 1959 einen neunten Rang. Noch im selben Jahr verschaffte Kirshner seinem Zögling Sedaka einen Plattenvertrag bei RCA Records. Dort produzierten Kirshner/Nevins 17 Singles für Sedaka, von The Diary im Dezember 1957 bis Bad Girl im November 1963. Greenfield lieferte den Text zu neun nicht von seinem Partner Sedaka gesungenen Songs, wobei er streng die Strategie des Verlages beachtete, triviale Teenager-Thematik zu beschreiben: Treppen zum Himmel, 16. Geburtstage und die Liebe zum Nachbarsjungen bildeten den textlichen Rahmen der Massenprodukte.
Es dauerte bis Mai 1960, bis der Verlag den ersten Millionenseller und zugleich die erste Nr. 1 verbuchen konnte. Everybody’s Somebody’s Fool, komponiert von Howard Greenfield und dessen Aldon-Kollegen Jerry Keller, von Connie Francis wurde zum transatlantischen Hit, in der deutschen Version „Die Liebe ist ein seltsames Spiel“ eine Nr. 1 in Deutschland. Sedaka/Greenfield verschafften mit ihren Teenager-Balladen bis 1963 dem Verlag 50 Hits mit einem geschätzten Umsatz von etwa 20 Millionen Schallplatten.
Kurz nach Sedaka/Greenfield nahm Aldon Barry Mann unter Vertrag, der mit stets wechselnden Autoren-Partnern schrieb, bevor er eine feste Autoren- und Privatpartnerschaft mit Cynthia Weil einging. Lediglich Gerry Goffin und Carole King kamen als Autoren-Partner zu Aldon. Im Jahre 1962 waren bei Aldon 18 Songautoren im Alter zwischen 19 und 26 Jahren tätig. Hierzu gehörten auch Jeff Barry und Ellie Greenwich und weitere angestellte Komponisten wie Jack Keller, Larry Kolber, Tony Wine oder Gary Sherman, die als Ko-Autoren neben den etatmäßigen Kollegen auftauchten.
Der Musikverlag erhielt 2 US-Cent pro Single, wovon 50 % den Autoren zustanden. Zur Verbesserung dieser Einnahmen wurden die Autoren häufig als Produzenten eingesetzt, so dass insgesamt etwa 10 % der Umsätze als „Royalties“ vereinnahmt wurden. Durch Gründung des Plattenlabels „Dimension Records“ (hier erschienen viele Goffin/King-Kompositionen) im Juni 1962 konnten Kirshner/Nevins auch die einer Plattenfirma zustehenden Gewinne abschöpfen.
Die Jahre 1962 und 1963 waren die erfolgreichsten der Aldon-Verlagsgeschichte, denn alleine 1962 kamen etwa 300 für Aldon registrierte Songs auf den Markt. Dimension veröffentlichte im ersten Jahr nach Gründung 13 Songs, von denen acht die Top40 erreichten. Kirshner verkaufte das erfolgreiche Label am 12. April 1963 für zwei Millionen US-Dollar an Columbia-Screen Gems Records.

## Monkees und Archies
Als sein Partner Nevins 1965 starb, vernachlässigte Kirshner seinen Musikverlag, zumal sich der Markt für romantische Teeny-Musik abschwächte. Grund war die „British Invasion“ der Beatles, Rolling Stones oder Animals. Kirshner wurde zum stellvertretenden Plattenboss bei Screen-Gems-Colpix ernannt. Diese kauften im April 1965 die Rechte einer auf dem Beatles-Film Yeah! Yeah! Yeah! basierenden Idee für eine Sitcom-Serie über eine fiktive Rock-Gruppe namens „The Monkees“. Am 8. September 1965 wurden per Annonce über das Star-Magazin „Variety“ die Bandmitglieder gesucht.
Nach dem Casting blieben vier Jungs übrig, die – nach langwierigen Gesangs- und Aufnahmeproben – am 12. September 1966 in der NBC-Serie debütierten. Das Songmaterial für die unerfahrene Gruppe stammte von Aldon-Komponisten. Zusätzlich nahm Kirshner das Team Tommy Boyce und Bobby Hart unter Vertrag, damit ausreichend viele Kompositionen bereitstanden. Mit einem starken Vehikel einer wöchentlichen, nationalen Fernsehserie bei NBC sollten Erfolge dann trotz der musikalischen Schwächen möglich sein.
Test war ihre erste Single (geschrieben von Boyce/Hart), Last Train to Clarksville, die im August 1966 mit Beginn der Serie erschien. Instrumentiert von professionellen Session-Musikern, verkaufte sich der Song 1,9 Millionen Mal und erreichte die US-Nr. 1. Vier der sechs Singles wurden mit einer Goldenen Schallplatte ausgezeichnet. Streit über seine Einnahmeanteile am Erfolg der Monkees und über die Veröffentlichung des von Neil Diamond für die Monkees komponierten Songs A Little Bit Me, a Little Bit You veranlasste Kirshner, Screen-Gems im März 1967 zu verlassen. Damit schwand auch deutlich der Erfolg der Gruppe.
Kirshner suchte nach einer Kopie dieser Erfolgsgeschichte. Als am 14. September 1968 bei CBS die Premiere der Cartoon-Serie The Archies lief, gab er den Trickfiguren eine musikalische Identität. Eine Session-Musiker-Gruppe übernahm noch im selben Monat das von Jeff Barry und Andy Kim geschriebene Sugar, Sugar, eine nachfolgende transatlantische Nr. 1. Gesungen wurde dieser Song von Ron Dante in Begleitung von Toni Wine, dem Mitautor Andy Kim und Ellie Greenwich (Autoren-Gattin von Jeff Barry). Die Fernsehserie als Werbevehikel verschaffte den Archies einen Plattenumsatz von über 6 Millionen Exemplaren und machte den Song zur Hymne des Musikgenres der Bubblegum-Musik.

## Rock im TV
Kirshner wurde von ABC für die wöchentliche Abendshow In Concert als Produzent und Berater angeheuert; die erste Fernsehshow wurde am 24. November 1972 ausgestrahlt. Aber schon im September 1973 stieg er aus, um seine eigene Fernsehshow Kirshner’s Rock Concert zu produzieren, bei deren Premierenshow am 27. September 1973 die Rolling Stones (allerdings in London aufgezeichnet) auftraten. Die an lokale Stationen verkaufte Show wurde bis 1981 USA-weit ausgestrahlt. Während dieser Zeit trug Kirshner zur Wiedervereinigung des Teams Greenfield/Sedaka bei, das einen Aufstieg Sedakas als erkennbar gereiften Interpreten ermöglichte (LP The Tra-la-la Days Are Over, August 1973).